# Benbreen
Benbreen (iriska: Binn Bhraoin) är ett berg i republiken Irland.   Det ligger i grevskapet County Galway och provinsen Connacht, i den västra delen av landet, 240 km väster om huvudstaden Dublin. Toppen på Benbreen är 691 meter över havet, eller 401 meter över den omgivande terrängen. Bredden vid basen är 3,9 km.
Terrängen runt Benbreen är huvudsakligen kuperad, men åt sydost är den platt.Runt Benbreen är det mycket glesbefolkat, med 4 invånare per kvadratkilometer. Närmaste större samhälle är Clifden, 12,1 km väster om Benbreen. Trakten runt Benbreen består i huvudsak av gräsmarker.